# Ebbe Schwartz
Ebbe Schwartz, född 1901, död 1964, var en dansk fotbollsfunktionär, ordförande i Uefa (1954-1962).